# オリエンタルメタル社・韓産研爆破事件
オリエンタルメタル社・韓産研爆破事件（オリエンタルメタルしゃ・かんさんけんばくはじけん）とは、1975年（昭和50年）4月19日に発生した東アジア反日武装戦線「大地の牙」グループによる爆弾テロ事件。連続企業爆破事件の一つである。

## 標的の来歴
標的となったオリエンタルメタル製造は、当時は兵庫県尼崎市にあった中小企業で、それまでの標的のような上場企業ではなかった。にもかかわらず狙われたのは、オリエンタルメタル社の社長が韓国産業経済研究所の主催する訪韓団の団長になったという記事が日刊工業新聞に掲載されたことがきっかけである。東アジア反日武装戦線としては経済人の訪韓に反対するためにテロの標的とした。
1975年4月19日午前1時、兵庫県尼崎市のオリエンタルメタル本社と、東京都中央区にある韓国産業経済研究所を同時に爆破した。真夜中であったため、両方とも無人で負傷者はなかった。